# Rempe
Rempe is een bestuurslaag in het regentschap Sumbawa Barat van de provincie West-Nusa Tenggara, Indonesië. Rempe telt 868 inwoners (volkstelling 2010).